# Gary Ruvkun
Gary Bruce Ruvkun (Berkeley, 26 marzo 1952) è un biologo statunitense.
Ha ricevuto il premio Nobel per la medicina nel 2024 insieme a Victor Ambros «per la loro scoperta del microRNA e del suo ruolo nella maturazione dell'mRNA».

## Biografia
Gary Ruvkun nasce a Berkeley, in California, da una famiglia ebraica. Suo padre, Samuel, era un ingegnere civile, mentre sua madre, Dora Gurevich, completò gli studi universitari in psicologia durante l'infanzia di Gary. Fin da giovane mostra interesse per la scienza, in particolare per l'astronomia e la biologia.
Nel 1973, Ruvkun ha conseguito la laurea in biofisica presso l'Università della California, Berkeley. Successivamente, ha ottenuto il dottorato di ricerca in biofisica presso l'Università di Harvard nel 1981, sotto la supervisione di Frederick M. Ausubel, dove ha studiato i geni batterici coinvolti nella fissazione dell'azoto. Per il suo post-dottorato, Ruvkun ha lavorato con Robert Horvitz al Massachusetts Institute of Technology (MIT) e con Walter Gilbert ad Harvard.
Ruvkun è celebre per il suo contributo alla scoperta dei microRNA, piccole molecole di RNA che regolano l’espressione genica. Negli anni ’90, collaborando con Victor Ambros, studia il nematode Caenorhabditis elegans e identifica il primo miRNA, lin-4, che regola il gene lin-14 attraverso un appaiamento imperfetto nella regione 3’ non tradotta (3’ UTR), inibendone la traduzione. Questa scoperta, pubblicata su Cell nel 1993, ha rivelato un nuovo meccanismo di regolazione genica. Nel 2000, il suo laboratorio identifica un secondo miRNA, let-7, dimostrando che è conservato in molte specie animali, inclusi gli esseri umani. Queste ricerche hanno aperto un nuovo campo della biologia molecolare, mostrando l’importanza dei miRNA nello sviluppo e nella fisiologia degli organismi multicellulari.
Ruvkun ha anche indagato il ruolo della segnalazione insulino-simile nella regolazione dell’invecchiamento e del metabolismo, sempre utilizzando C. elegans. Ha identificato geni come daf-2 e daf-16, che influenzano la longevità e hanno omologhi nei mammiferi, con implicazioni per lo studio del diabete e dell’invecchiamento umano.
Un altro filone di ricerca riguarda il progetto Search for Extraterrestrial Genomes (SETG), in collaborazione con altri scienziati, per sviluppare strumenti di sequenziamento genetico atti a cercare tracce di vita su Marte.
È attualmente professore di genetica alla Harvard Medical School di Boston.